# Aaron Copland
Aaron Copland (ur. 14 listopada 1900 w Nowym Jorku, zm. 2 grudnia 1990 w Sleepy Hollow w stanie Nowy Jork) – kompozytor i dyrygent amerykański.

## Zarys biografii
Urodził się w Nowym Jorku w rodzinie imigrantów żydowskich z Litwy. Mając 15 lat postanawia zostać muzykiem. Pierwszymi jego nauczycielami byli: Leopold Wolfsohn, Victor Wittgenstein i Clarence Adler. Od 1917 kształcił się pod kierunkiem Rubina Goldmarka (nauczyciela m.in. George’a Gershwina). W 1921 wyjechał do Francji, gdzie przez 3 lata studiował w klasie Nadii Boulanger w Paryżu i Fontainebleau. W styczniu 1925 zadebiutował jako kompozytor prawykonaniem Symphony for Organ and Orchestra (solistką była prof. Boulanger). W 1925 otrzymał kilkuletnie stypendium Guggenheima, które umożliwiło mu zajęcie się wyłącznie kompozycją.  
W latach 1928–31 wspólnie z Rogerem Sessionsem organizował koncerty współczesnej muzyki amerykańskiej, tzw. Copland-Sessions Concerts. Był też dyrygentem American Festival of Contemporary Music w Yaddo w ciągu pierwszych dwóch lat istnienia tej instytucji. Przez 8 lat zajmował stanowisko prezesa Związku Kompozytorów Amerykańskich. Działał jako pianista, dyrygent oraz pedagog w Harvard University, w New School for Social Research w Nowym Jorku (1927-37) i w Berkshire Music Center.  
W jego utworach słychać wpływy jazzu, folkloru amerykańskiego i meksykańskiego.
Obok kompozycji klasycznych – baletów, koncertów, oper i symfonii, tworzył też muzykę filmową.
Zajmował się także działalnością polityczną. Popierał Partię Komunistyczną USA, co spowodowało podjęcie przeciw niemu śledztwa przez FBI w latach ataków (patrz: Joseph McCarthy i makkartyzm) na kulturę i intelektualistów amerykańskich. Sam Copland porzucił komunizm, kiedy dowiedział się o prześladowaniach w ZSRR rosyjskiego kompozytora, Dmitrija Szostakowicza. Wówczas, przerażony funkcjonowaniem sowieckiego systemu, zaczął popierać Demokratów. 
Copland jest powszechnie uznawany za prekursora i ojca współczesnej amerykańskiej muzyki poważnej. Przez długie lata był najpopularniejszym kompozytorem muzyki poważnej w Ameryce. Powstała w 1946 r. III Symfonia Coplanda została okrzyknięta najwybitniejszym amerykańskim dziełem symfonicznym. 
Muzykolog i pisarz amerykański Howard Pollack w poświęconej Coplandowi monografii użył tytułu Życie i twórczość nadzwyczajnego człowieka (odniesienie do słynnej Fanfary dla zwyczajnego człowieka Coplanda). Był też pierwszym biografem, który podał do publicznej wiadomości fakty z prywatnego życia homoseksualnego kompozytora i wymienił w niej nazwiska jego partnerów.

## Kompozycje
- Symphony for Organ and Orchestra (1924)
- Music for the Theatre (1925)
- Dance Symphony (1925)
- Concerto for Piano and Orchestra (1926)
- Symphonic Ode (1927-1929)
- Piano Variations (1930)
- El Salon Mexico (1936)
- Lincoln Portrait (1942)
- Danzon Cubano (1942)
- Music for the Movies (1942)
- Fanfare for the Common Man (1942) spopularyzowane rockową przeróbką grupy Emerson, Lake and Palmer
- Third Symphony (1944-1946)
- The Red Pony (1948)
- Clarinet Concerto (1947-1948)
- Twelve Poems of Emily Dickinson (1950)
- Piano Quartet (1950)
- Old American Songs (1952)
- The Tender Land (1954) (opera)
- Orchestral Variations (1957)
- Connotations (1962)
- Music for a Great City (1964)
- Inscape (1967)
- Three Latin American Sketches (1972)
- Balety
  - Grohg (1925/1932)
  - Dance Panels (1959)
  - Appalachian Spring (1944)
  - Billy the Kid (1938)
  - Rodeo (1942)